# El Patetarro
El patetarro es un ser gigantesco de apariencia fea, peluda, sucia y desgreñada que habita en los montes y parajes recónditos en las zonas mineras de Antioquia, Chocó, Cundinamarca entre otras regiones de Colombia.

## La leyenda
Según la tradición oral, el Patetarro era en vida un hombre de mal carácter, peleonero, mujeriego y que solía estar envuelto en peleas a machete muy a menudo; un día durante una de esas peleas fue herido de gravedad en una de sus piernas.
Tras aquel suceso se refugió en la	cueva de una antigua mina, la herida se agravó hasta tal punto que tuvo que amputarse la pierna y la reemplazó con un tarro de guadua el cual no solo le servía como pierna sino también para hacer sus necesidades fisiológicas; todo indica que murió en el socavón de la mina y su alma en pena vaga por las zonas de Antioquia, Chocó, Cundinamarca y otras regiones de Colombia, en especial las zonas mineras.
Las personas que lo han visto lo describen como un hombre de descomunal tamaño el cual arrastra en vez de pierna un balde de guadua que desprende un olor fétido y que derrama inmundicias que crean gusaneras donde caen, esta podredumbre suele destruir los cultivos con gran rapidez.
La aparición del patetarro suele anunciar desgracias como la muerte de alguien cercano o inundaciones, una vez que termina de destruir los cultivos o de hacer sus maldades, suelta macabras carcajadas y gritos que apabullan a la gente y hace que los perros aúllen del miedo.
En algunas otras versiones de la leyenda se dice que el patetarro era un ladrón que solía robar gallinas y en uno de esos robos fue sorprendido a disparos por los dueños de las fincas que lo cazaban creyendo que era un zorro y al salir huyendo metió un pie en un balde de estiércol y a raíz de eso en venganza suele arruinar las cosechas.